# Émile Verhaeren
Pour les articles homonymes, voir Verhaeren.
Émile Verhaeren, né à Saint-Amand dans la province d'Anvers (Belgique) le 21 mai 1855 et mort à Rouen le 27 novembre 1916, est un poète belge flamand, d'expression française.
Dans ses poèmes influencés par le symbolisme, où il pratique le vers libre, sa conscience sociale proche de l'anarchisme lui fait évoquer les grandes villes dont il parle avec lyrisme sur un ton d'une grande musicalité. Il a su traduire dans son œuvre la beauté de l'effort humain.

## Biographie

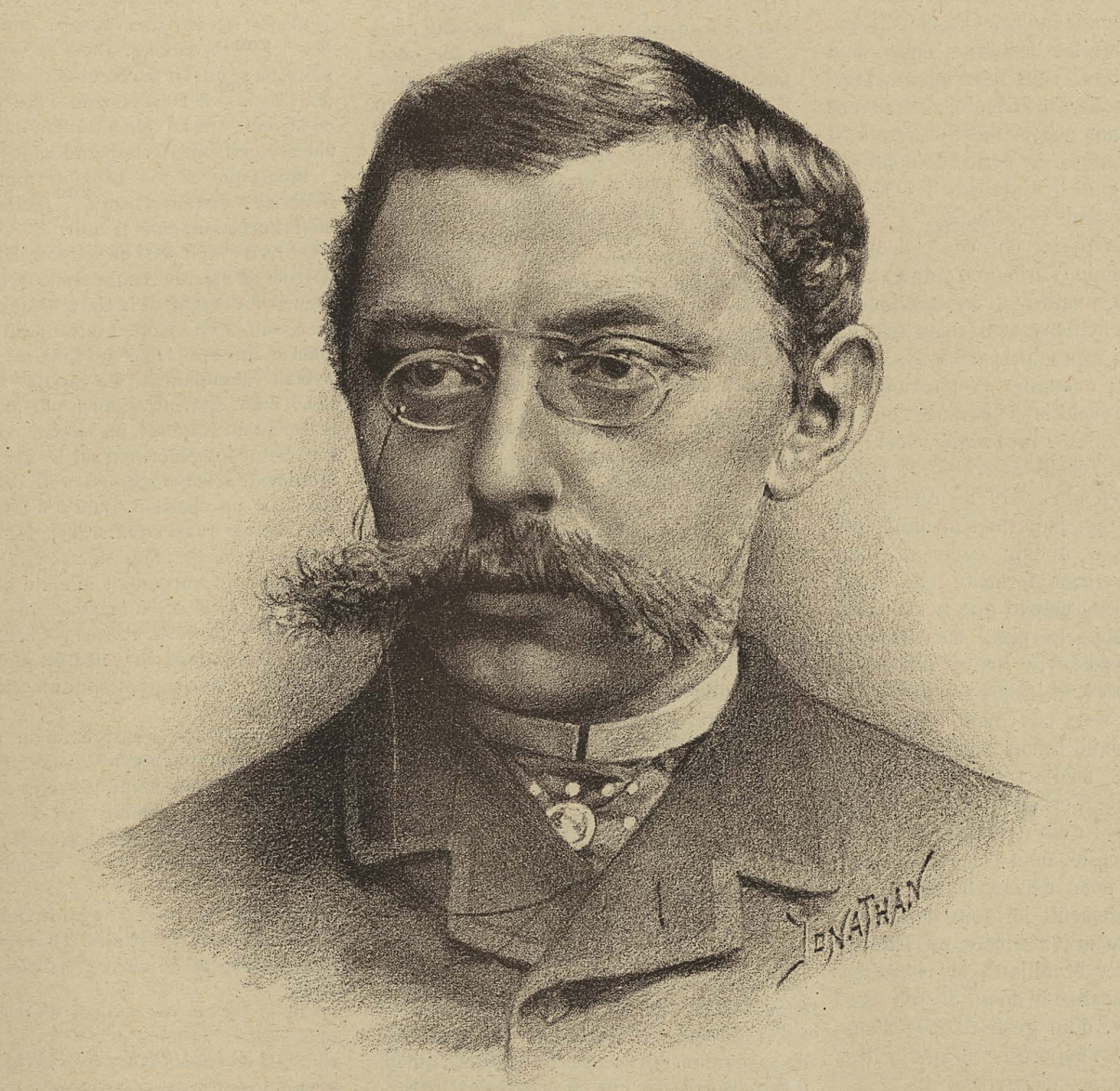
Émile Verhaeren

### Jeunesse et formation
Émile Adolphe Gustave Verhaeren naît à Saint-Amand (en néerlandais : Sint-Amands) en Belgique, au bord de l'Escaut, dans une famille d'origine bruxelloise et aisée où l'on parle le français, tandis qu'au village et à l'école régnait le flamand. Il fréquente d'abord l'internat francophone Sainte-Barbe, tenu par des jésuites à Gand, puis il étudie le droit à l'université catholique de Louvain. C'est là qu'il rencontre le cercle des écrivains qui animent la revue La Jeune Belgique ; il publie les premiers articles de son cru dans des revues d'étudiants.

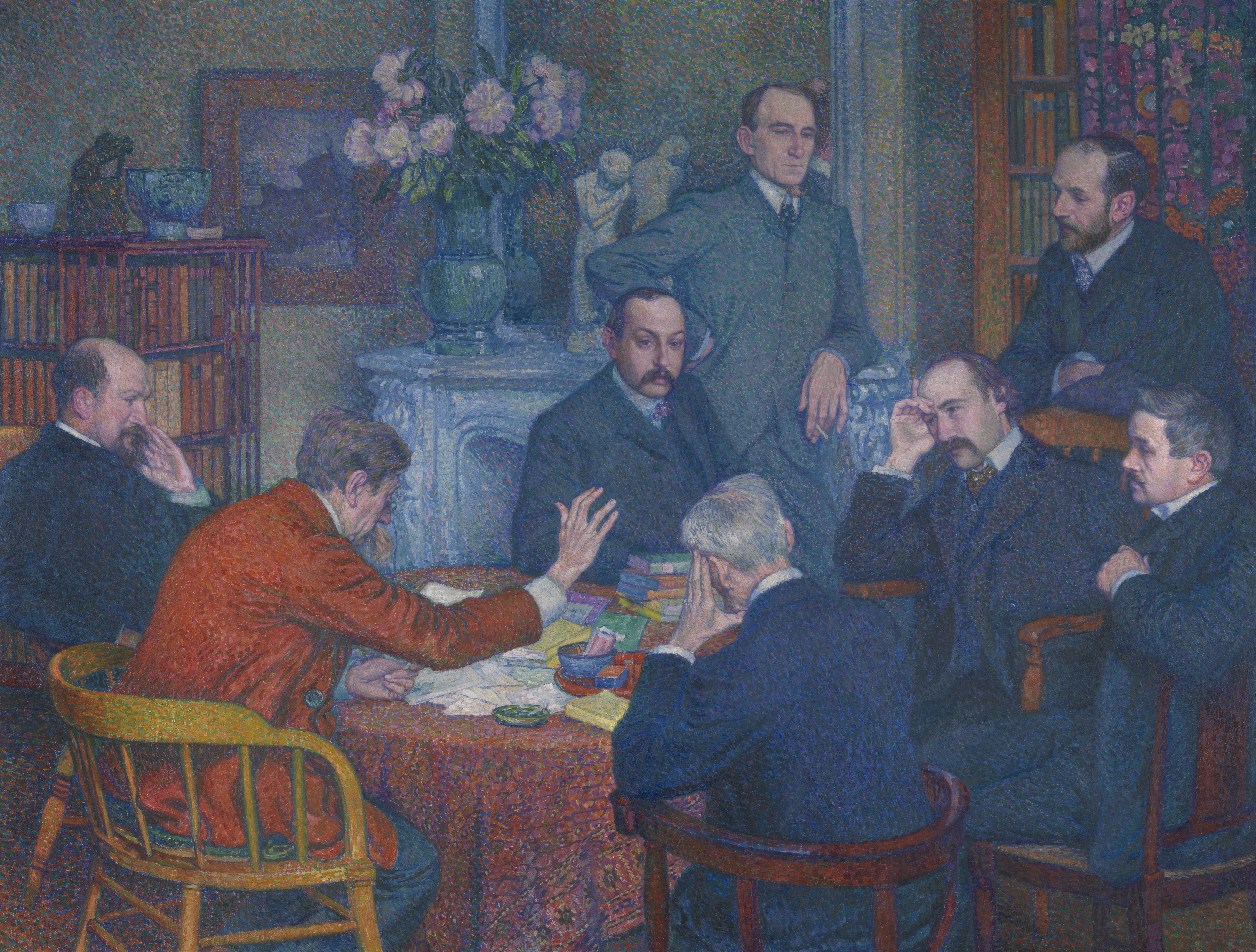
Théo van Rysselberghe, La Lecture par Émile Verhaeren (1903), musée des Beaux-Arts de Gand.

Chaque semaine, l'écrivain socialiste Edmond Picard tient à Bruxelles un salon où le jeune Verhaeren peut rencontrer des écrivains et des artistes d'avant-garde. C'est alors qu'il décide de renoncer à une carrière juridique et de devenir écrivain. Il publie des poèmes et des articles critiques dans les revues belges et étrangères, entre autres L'Art moderne et La Jeune Belgique. Comme critique d'art, il soutient de jeunes artistes tels que James Ensor.

### Carrière littéraire
En 1883, il publie son premier recueil de poèmes réalistes-naturalistes, Les Flamandes, consacré à son pays natal. Accueilli avec enthousiasme par l'avant-garde, l'ouvrage fait scandale au pays natal. Ses parents essayent même avec l'aide du curé du village d'acheter la totalité du tirage et de le détruire. Le scandale avait été un but inavoué du poète, afin de devenir connu plus rapidement. Il n'en continue pas moins par la suite à publier d'autres livres de poésies. Des poèmes symbolistes au ton lugubre caractérisent ces recueils, Les Moines, Les Soirs, Les Débâcles et Les Flambeaux noirs.

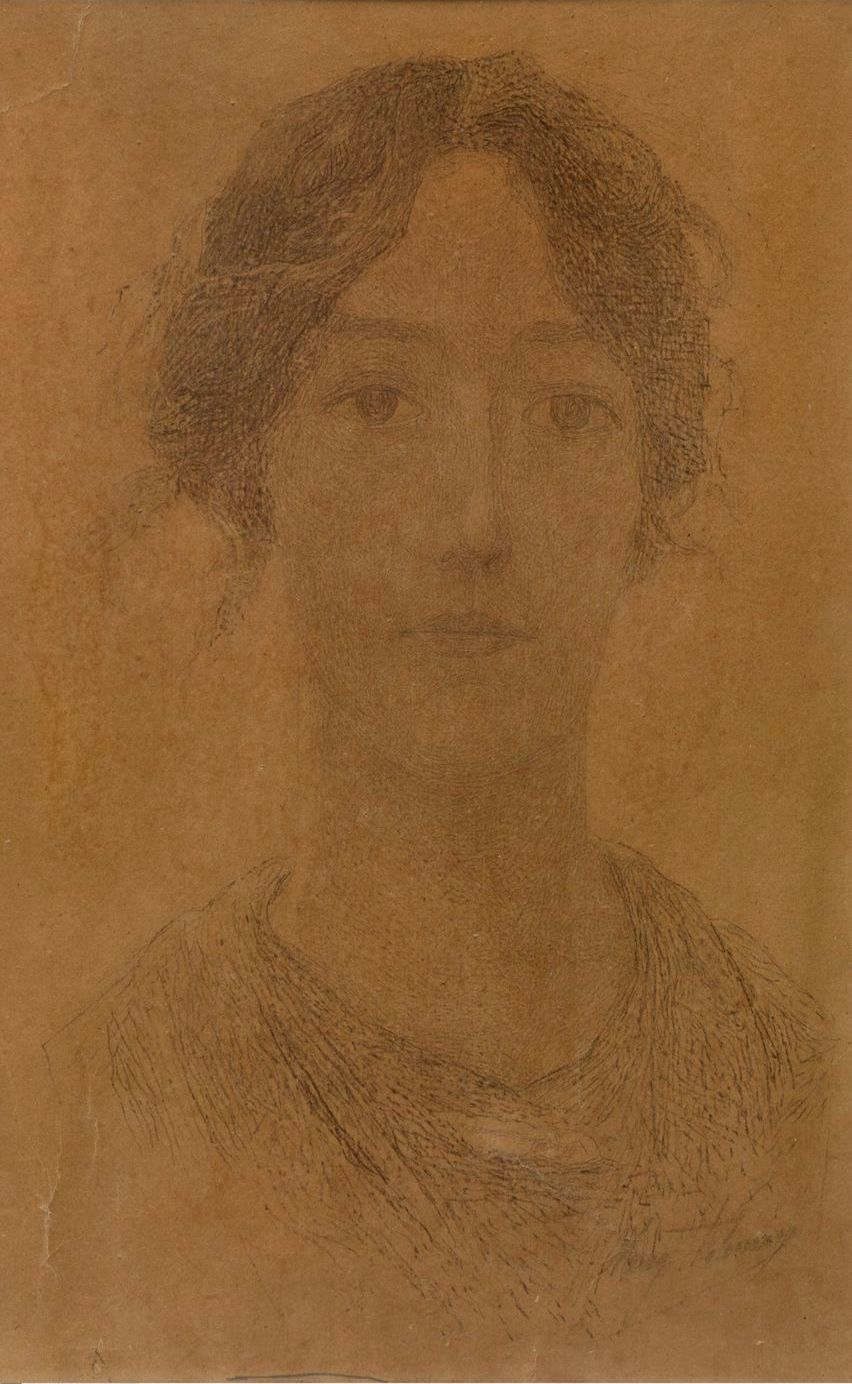
Auguste Donnay, Portrait de Marthe Massin, musée des Beaux-Arts de Tournai.

En 1891, il épouse Marthe Massin, peintre connue pour ses aquarelles, dont il avait fait la connaissance deux ans plus tôt, et s’installe à Bruxelles. Son amour pour elle s'exprime dans trois recueils de poèmes d'amour : Les Heures claires, Les Heures d'après-midi et Les Heures du soir.
Dans les années 1890, Verhaeren s'intéresse aux questions sociales et se lance dans la « révolte anarchiste ». Son implication sociale apparaît clairement dans des articles et des poèmes parus dans la presse libertaire (L’En-dehors, Le Libertaire, La Revue blanche, etc.) et surtout dans des manuscrits inachevés et demeurés inédits, comme la pièce La Grand-Route et le roman Désiré Menuiset et son cousin Oxyde Placard,.

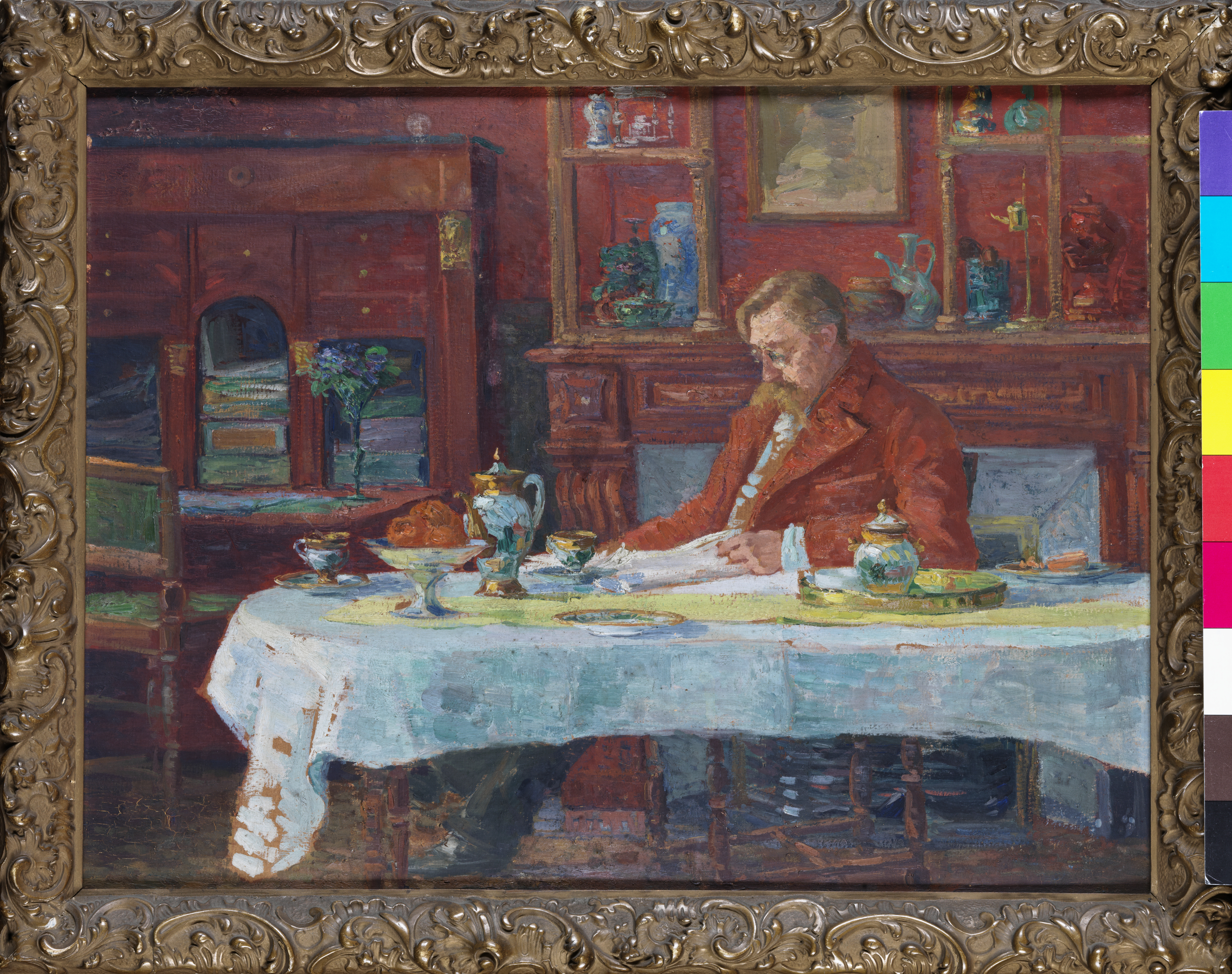
Marthe Massin, Émile Verhaeren à sa table de travail, 1900, Anvers, musée Plantin-Moretus.

Il travaille à rendre dans ses poèmes l'atmosphère de la grande ville et son opposé, la vie à la campagne. Il exprime ses visions d'un temps nouveau dans des recueils comme Les Campagnes hallucinées, Les Villes tentaculaires, Les Villages illusoires et dans sa pièce de théâtre Les Aubes. Ces poèmes le rendent célèbre, et son œuvre est traduite et commentée dans le monde entier. Il voyage pour faire des lectures et des conférences dans une grande partie de l'Europe. Beaucoup d'artistes, de poètes et d'écrivains comme Antonio de La Gandara, Georges Seurat, Paul Signac, Auguste Rodin, Edgar Degas, August Vermeylen, Léon Bazalgette, Henry van de Velde, Max Elskamp, Maurice Maeterlinck, Stéphane Mallarmé, André Gide, Rainer Maria Rilke, Gostan Zarian et Stefan Zweig l'admirent, correspondent avec lui, cherchent à le fréquenter et le traduisent. Les artistes liés au futurisme subissent son influence. Émile Verhaeren est aussi un ami personnel du roi Albert et de la reine Élisabeth ; il fréquente régulièrement toutes les demeures de la famille royale.

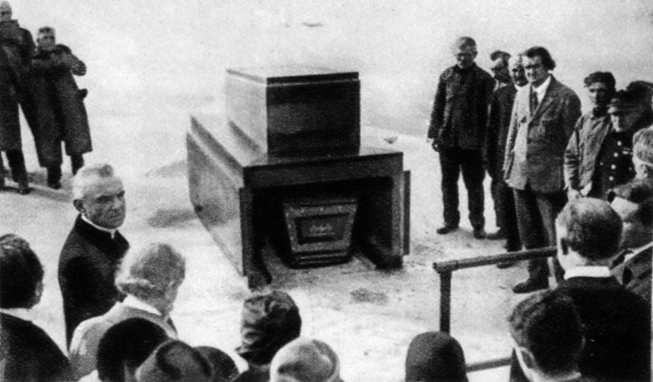
Transfert des restes d'Émile Verhaeren en Belgique, 1927.

La Première Guerre mondiale éclate en 1914 et, malgré sa neutralité, la Belgique est occupée presque entièrement par les troupes allemandes. Verhaeren se réfugie en Angleterre. Il écrit des poèmes pacifistes et lutte contre la folie de la guerre dans les anthologies lyriques: La Belgique sanglante, Parmi les Cendres et Les Ailes rouges de la Guerre. Sa foi en un avenir meilleur se teinte pendant le conflit d'une résignation croissante. Il n'en publie pas moins dans des revues de propagande anti-allemande et tente dans ses conférences de renforcer l'amitié entre la France, la Belgique et le Royaume-Uni.
Ses archives sont conservées aux Archives et Musée de la Littérature.

## Émile Verhaeren

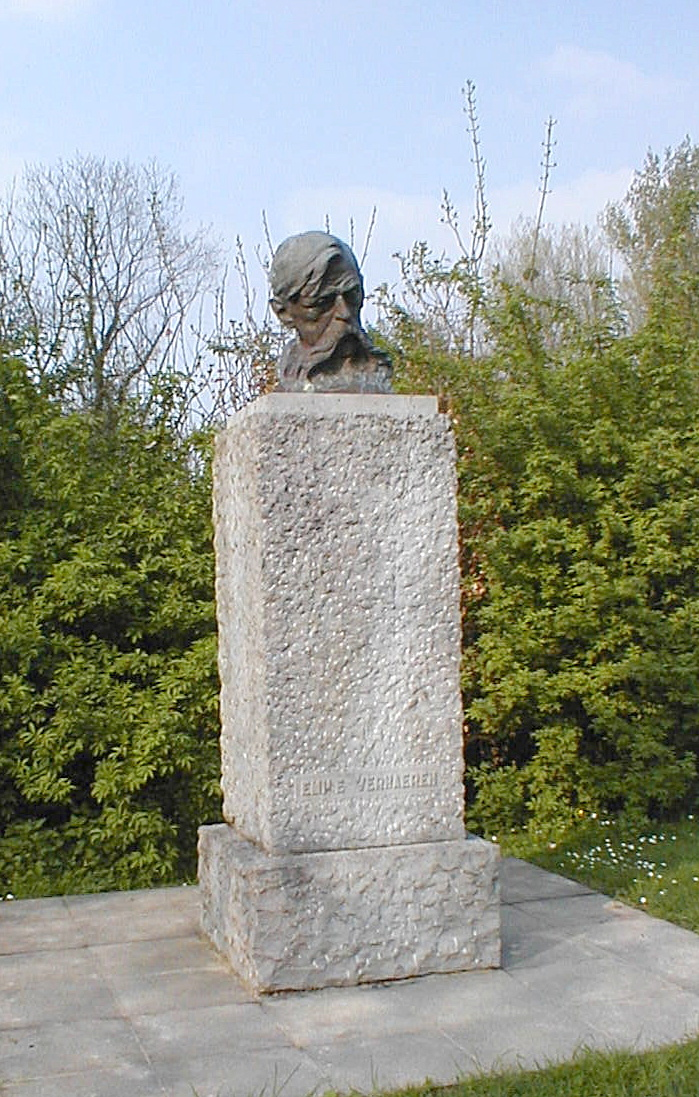
Buste d'Émile Verhaeren près du Caillou-qui-Bique

Émile Verhaeren, qui s'était installé à Saint-Cloud, en France, découvre les environs d'Angreau, Roisin et Angre en 1899, lorsqu'il vient rendre visite à la veuve de Georges Rodenbach. Verhaeren revient ensuite chaque année au Caillou-qui-Bique avec sa femme Marthe Massin, y séjournant plusieurs mois chaque année jusqu'à la Première Guerre mondiale. Plusieurs de ses amis artistes, auteurs et célébrités visitent le Caillou-qui-Bique à cette époque, comme Constant Montald, Théo van Rysselberghe, William Degouve de Nuncques, Camille Lemonnier, Jules Destrée, Cyriel Buysse, Émile Claus et Stefan Zweig, qui a traduit son œuvre.
Une partie de la maison où Verhaeren séjournait chaque année a été transformée en musée dédié au poète.

### Décès et funérailles
Le 27 novembre 1916, Verhaeren visite les ruines de l'abbaye de Jumièges. Le soir, après avoir donné une nouvelle conférence à Rouen plus tôt dans la matinée, il meurt accidentellement, ayant été poussé par la foule, nombreuse, sous les roues d'un train qui partait. Il était accompagné de son ami Victor Gilsoul,.
La famille le fait inhumer au cimetière militaire d'Adinkerque. En raison du danger que représentait l'avancée des troupes, ses restes ont encore été transférés pendant la guerre à Wulveringem en 1917.

### Hommages et postérité

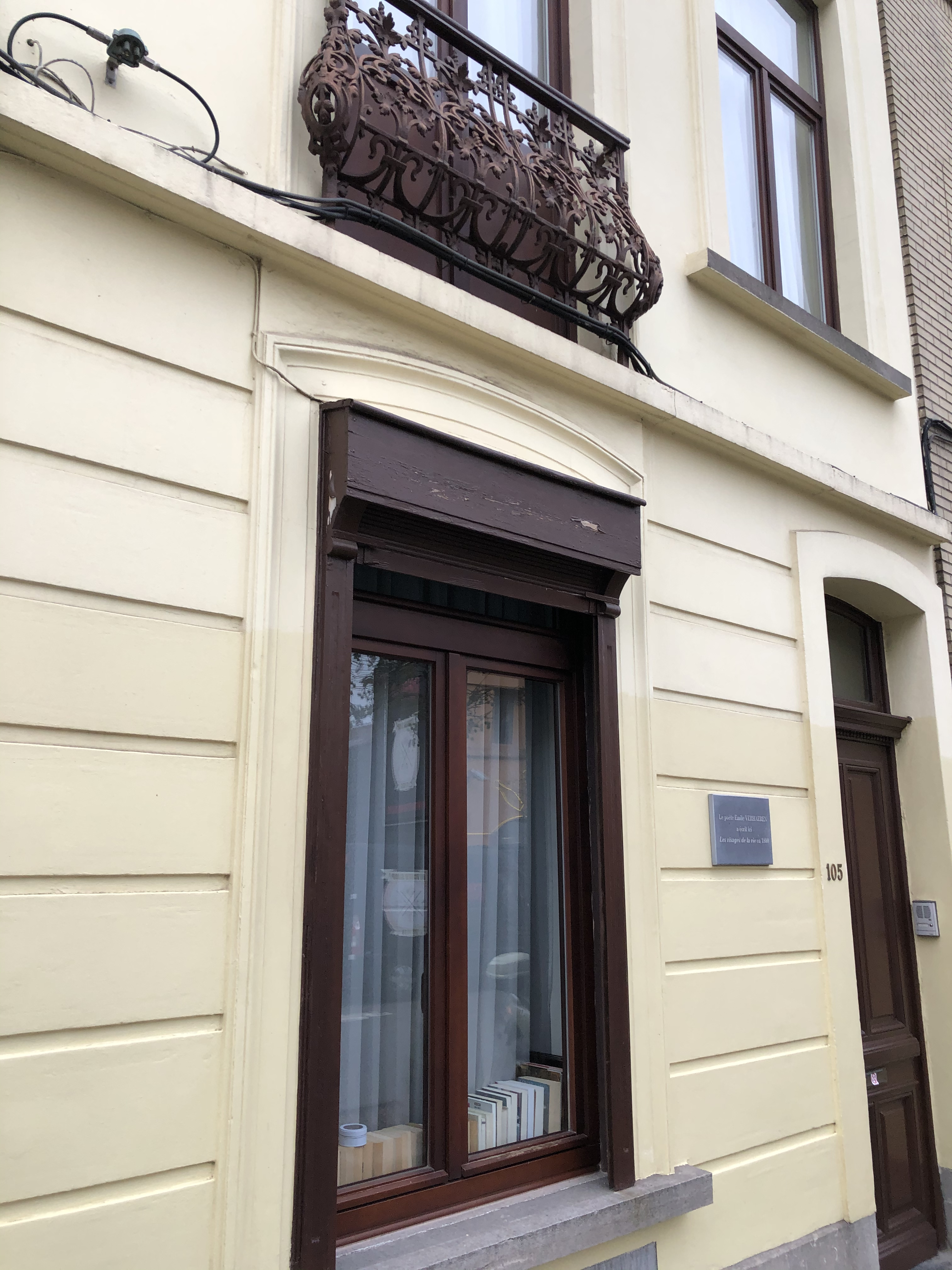
Plaque commémorative à Ixelles, Le poète a écrit ici Les Visages de la vie (1899).

En 1927, une tombe monumentale accueille sa sépulture dans son village natal de Saint-Amand. Depuis 1955, un musée, le musée provincial Émile Verhaeren, rappelle son souvenir. La même année, à l'occasion de son centenaire, la dépouille de Marthe Massin est également transférée dans la tombe, au bord de l'Escaut.
- La poste de Belgique a émis un timbre pour son centenaire en 1955.
- La poste française a quant à elle émis un timbre à son effigie en 1963, timbre faisant partie d'une série en hommage à des personnalités de la Communauté économique européenne (CEE).
- En 2015-2016, à l'approche du centenaire de sa mort, le musée des Avelines de Saint-Cloud, en région parisienne, lui consacre une exposition monographique intitulée Émile Verhaeren (1855-1916), poète et passeur d'Art.

## Dans un champ d'orge
Poème autographe paru dans La Plume en février 1904.

## Œuvres

### Principaux recueils
- Les Flamandes, 1883.
- Les Moines, 1886.
- Les Soirs, 1887.
- Les Débâcles, 1888.
- Les Flambeaux noirs, 1891.

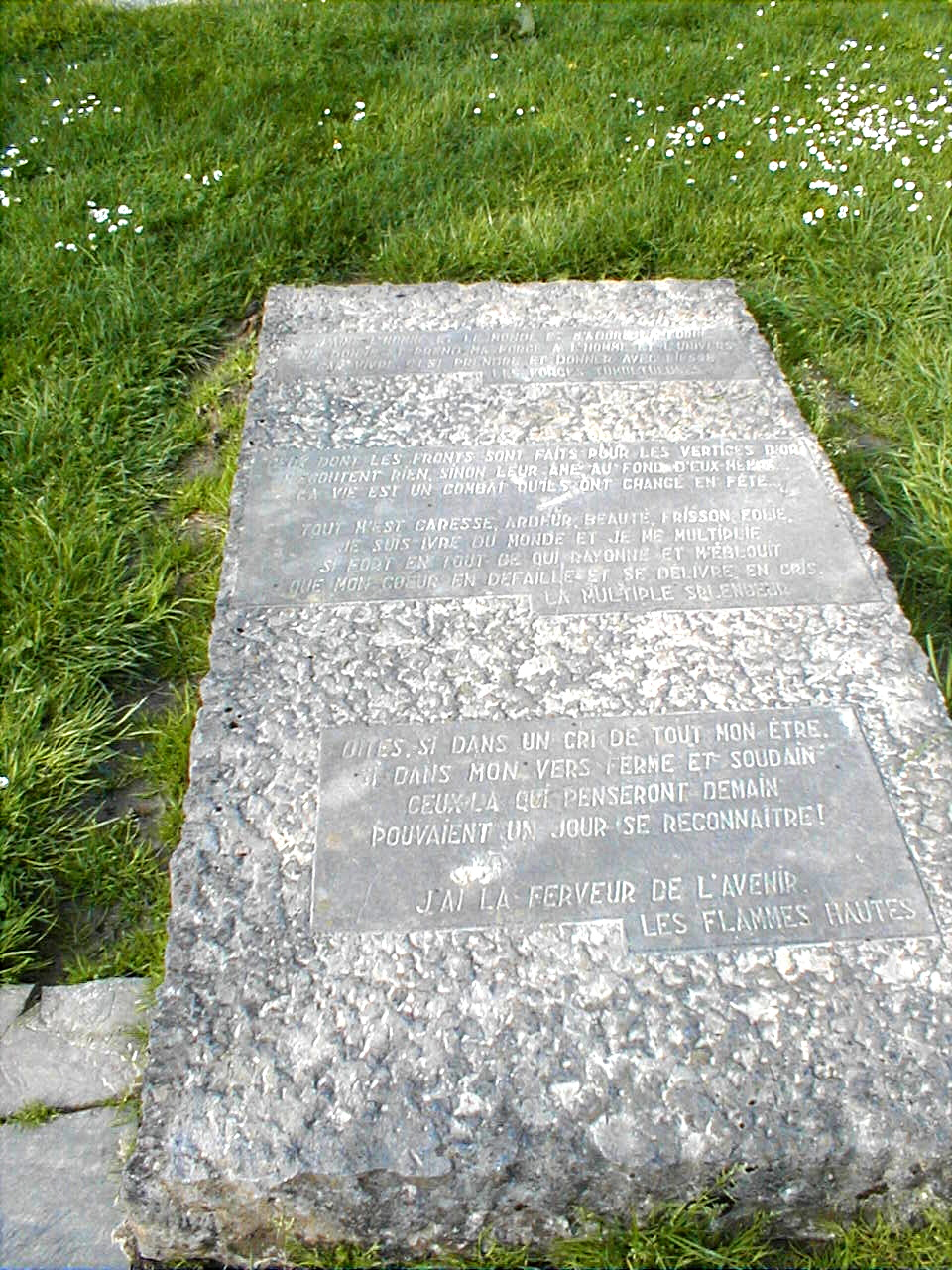
Poème d'Émile Verhaeren gravé sur une stèle au bois d'Angre.

- Les Apparus dans mes chemins, 1892.
- Les Campagnes hallucinées, 1893.
- Les Bords de la route, 1895.
- Les Villes tentaculaires, 1895.
- Les Villages illusoires, 1895.
- Les Heures claires, 1896.
- Les Visages de la vie, 1899.
- Petites Légendes, 1900.
- Les Forces tumultueuses, 1902.
- Toute la Flandre, 1904-1911.
- Les Heures d'après-midi, 1905.
- La Multiple Splendeur, 1906.
- Les Rythmes souverains, 1910.
- Les Heures du soir, 1911.
- Les Blés mouvants, 1912.
- Les Ailes rouges de la guerre, 1916.
- Les Flammes hautes, 1917.
- À la vie qui s'éloigne, 1923.
- Quelques chansons de village, (posthume), 1924.

### Œuvre critique
- James Ensor
- Rembrandt
- Monet
- Impressions (3 volumes) recueils de textes et d'articles critiques sur des écrivains.
- Pages belges 1926, recueils de textes sur des écrivains belges.

### Théâtre
- Le Cloître (drame en quatre actes, en vers mêlés de prose), 1900.
- Philippe II (tragédie en trois actes, en vers mêlés de prose), 1900.
- Hélène de Sparte (tragédie lyrique en 4 actes), 1912.
- Les Aubes, 1898.

### Prose
- Le travailleur étrange, recueil de nouvelles.
- Contes de minuit, 1885.
- Villes meurtries de Belgique. Anvers, Malines et Lierre.
- Impressions d'Espagne Ed. Casimiro,  (ISBN 9788416868858), 2017. Il y raconte son voyage de 1888 avec Dario de Regoyos.

### Éditions bibliophiliques posthumes
- Belle chair, poèmes d'Émile Verhaeren, lithographies originales de Philippe Cara Costea, Éditions Les Francs Bibliophiles, 1967.
- Belle Chair, poèmes suivi de chants dialogués ; petites légendes ; feuilles éparses, Mercure de France, 3° edition (1939) (ASIN B003X1CO6G)
- Les villes à pignons, le texte du poète s’accompagne de 35 eaux-fortes originales du peintre et aquafortiste Julien Célos, Éditions Victor Dancette, 1946.
- Le Vent, livre d'artiste sur le poème d'Émile Verhaeren, conçu sous forme d'une œuvre d'art au sein du Laboratoire du livre d’artiste, en 2014[17].

### Correspondance
- Émile Verhaeren - Stefan Zweig, 1996
- À Marthe Verhaeren, Mercure de France, 1937
- Verhaeren-Rilke / Verhaeren-Dehmel. Correspondance. Archives et Musée de la littérature - AML.

## Distinctions
Le roi Albert Ier de Belgique a donné le titre honorifique de Poète national à Émile Verhaeren en 1899.
Il a également reçu le prix Roland Bonaparte en février 1913.

## Iconographie
- Portrait d'Émile Verhaeren par Pierre Hodé, reproduit dans La Revue du foyer, novembre 1916.
- Portait peint par Théo van Rysselberghe, 1915, Bruxelles, musées royaux des Beaux-Arts de Belgique.
- Buste en bronze du poète dû à Henri Lagriffoul dans les jardins de l'hôtel de ville de Rouen (1948).
- Buste par Louis Mascré au parc Josaphat à Bruxelles[19].
- Buste en bronze par Charles Van der Stappen en 1900, à Roisin au lieu-dit Le caillou-qui-bique où il a séjourné, ce petit domaine dans le bois d'Angre parcouru par la Grande Honnelle est un lieu de détente agréable et bien connu pour son Caillou-qui-Bique. Des pierres sculptées où sont gravés certains de ces poèmes sont placés tout au long du parcours « Circuit des pierres Verhaeren ».
- Monument à Émile Verhaeren, buste en bronze par César Schroevens en 1927, square André-Lefèvre, jouxtant l'église Saint-Séverin à Paris[20].

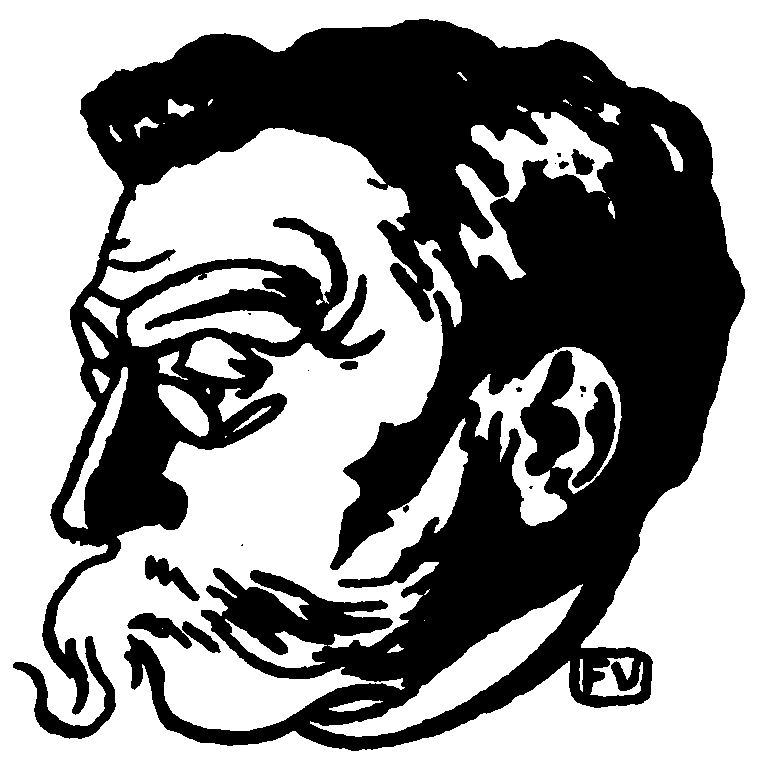
Félix Vallotton, Portrait d'Émile Verhaeren, paru dans Le Livre des masques de Rémy de Gourmont (1898).
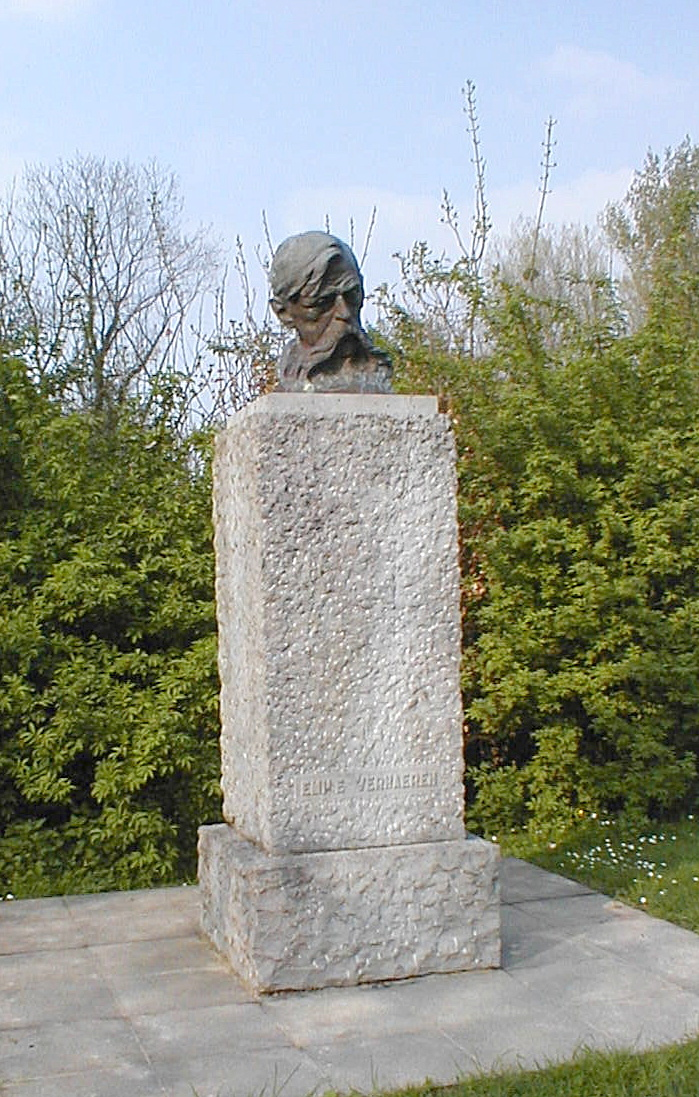
Charles Van der Stappen, Émile Verhaeren, 1900, Roisin.
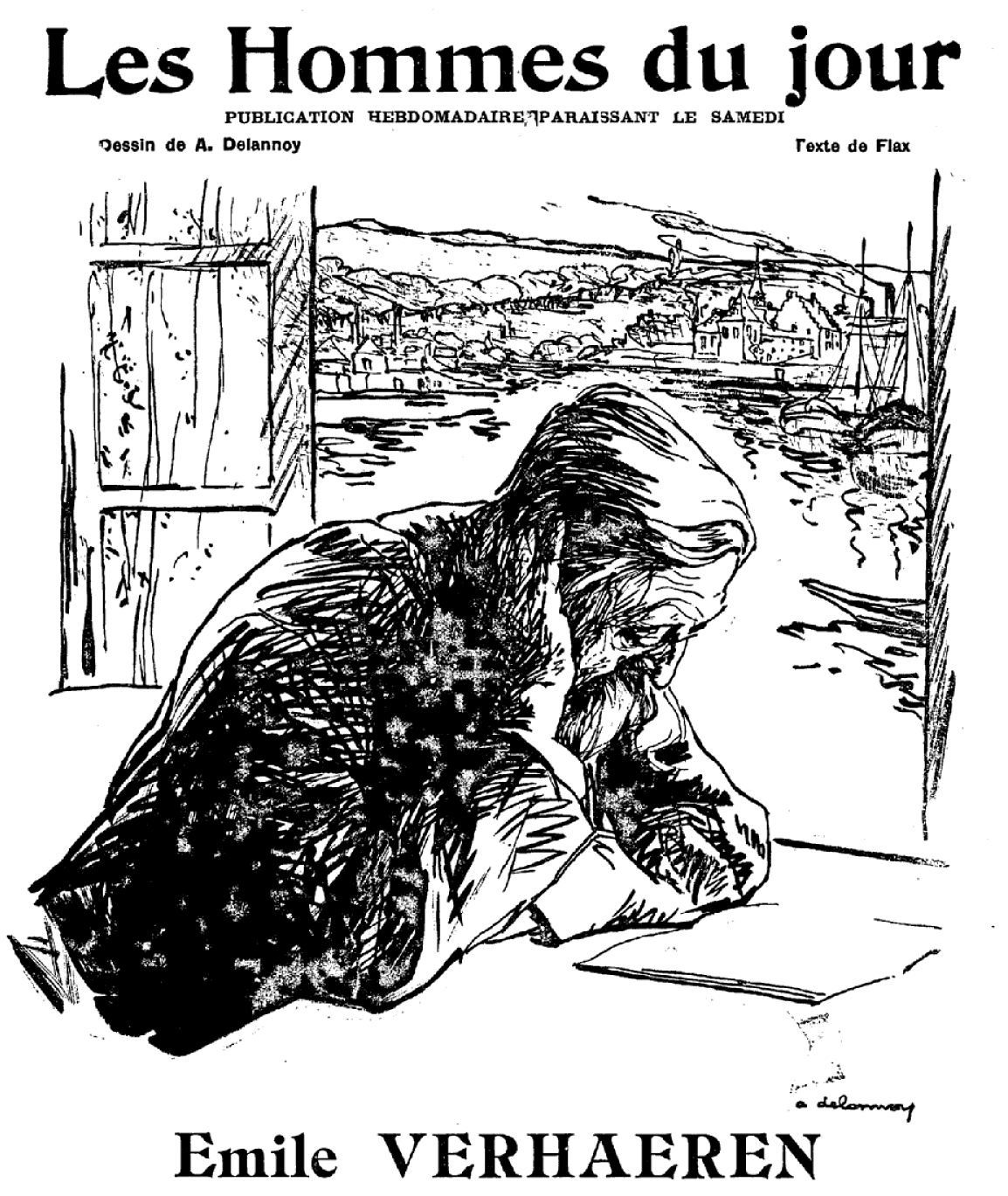
Portrait de Verhaeren dessiné par Aristide Delannoy, Les Hommes du jour, no 82, 14 août 1909.
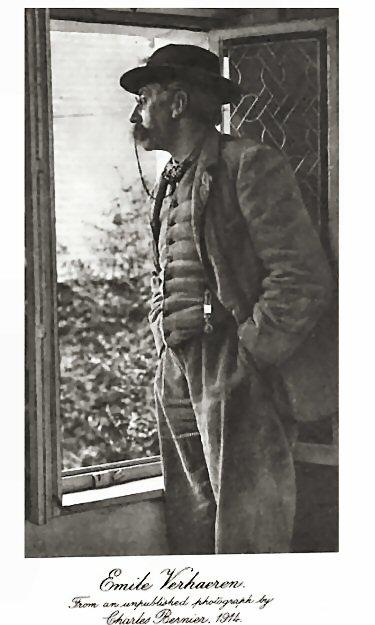
Émile Verhaeren photographié par Charles Bernier en 1914.
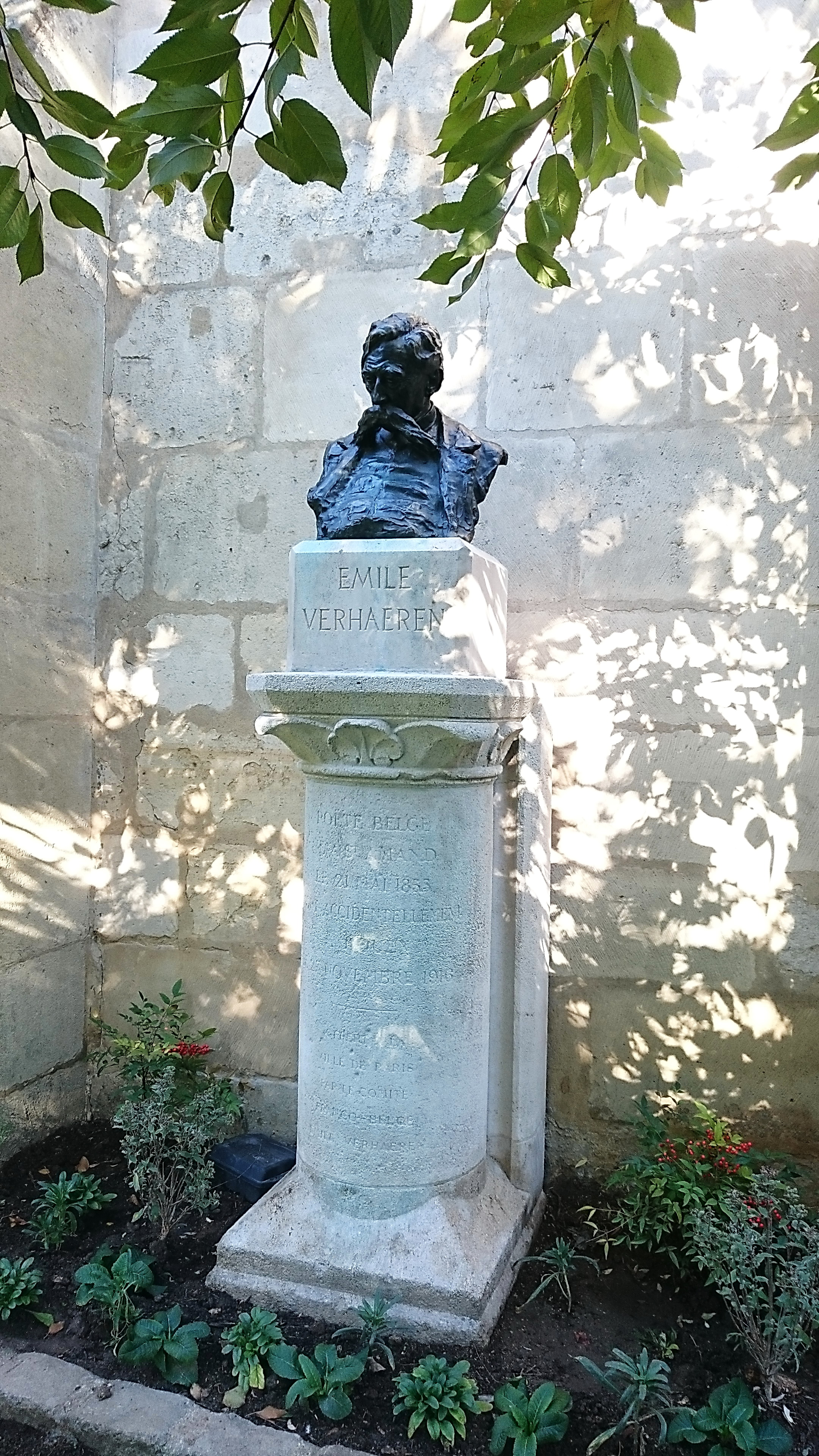
César Schroevens, Monument à Émile Verhaeren, 1927, Paris, square André-Lefèvre.

## Expositions
- Émile Verhaeren. Poète et Passeur d’art, Saint-Cloud, musée des Avelines, du 15 octobre 2015 au 6 mars 2016[21].
- Le regard de Verhaeren. L'écrivain-critique et l'art de son temps, Gand, musée des Beaux-Arts de Gand, du 15 octobre 2016 au 15 janvier 2017.

## Publications
- Émile Verhaeren et Roger Berthole (commentaires), Le Travailleur étrange et autres récits, Ombres, coll. « Petite Bibliothèque Ombres », 2013 (ISBN 978-2-84142-196-1)
- Émile Verhaeren, À la vie qui s'éloigne, poèmes, suivis de Trois épîtres lyriques, Sept épitaphes, Au-delà, Feuilles tombées, Mercure de France, 1924 (ASIN B001BMXID2)
- Vladimir Ronin, « [Émile Verhaeren] et les Russes : que reste-t-il de nos amours ? », 96-4, Bruxelles, Revue belge de philologie et d'histoire. Année 96 ,‎ 2018, p. 1211—1220 (ISSN 0035-0818, DOI 10.3406/rbph.2018.9239, lire en ligne)

## Œuvre traduite
Les poèmes d'Émile Verhaeren ont été traduits en plusieurs langues par de grands auteurs et notamment : 
- en allemand :

- Stefan George : Gesamtausgabe. Band 15. Zeitgenössische Dichter. 1929, Nachdruck 1969 (Übertragungen). Édition complète. Volume 15. Poètes contemporains. 1929, réimpression 1969 (traductions).
- Stefan Zweig : Rhythmen. Nachdichtungen ausgewählter Lyrik von Emile Verhaeren, Charles Baudelaire und Paul Verlaine. Fischer, Frankfurt am Main 1983  (ISBN 3-10-097062-4) Rythmes. Réécritures d'une sélection de poésie d'Emile Verhaeren, Charles Baudelaire et Paul Verlaine. Fischer, Francfort-sur-le-Main 1983.
- en anglais[22] :

- Alma Strettell, Poems of Emile Verhaeren selected & rendered into English by Alma Strettell (Poèmes d'Emile Verhaeren), 1899.
- Michael Sadleir (en), Émile Verhaeren, Belgium’s Agony (La Belgique sanglante). Translation and Introduction by M. T. H. Sadleir, Londres, Constable, 1915.
- en italien :

- Gerolamo Lazzeri, Il Belgio sanguinante (La Belgique sanglante), Lanciano, 1917; Le rosse ali della guerra (Les ailes rouges de la guerre), ibid. 1918; Il chiostro (Le cloître), ibid. 1918.
- en mandarin :

-  Ai Qing, traduction d’œuvres.
- en néerlandais :

- Martien Beversluis (nl), Gedichten, nagedicht door Martien Beversluis. Hilversum, Boekenvrienden Solidariteit, 1935,
- Willem Gijssels (nl), Het klooster, toneel, naar Emile Verhaeren, Le Cloître, 1900. Antwerpen, Uitgeverij Jos Janssens, 1936,
- Stefaan Van den Bremt, De zwarte trilogie. Avonden, Aftochten, Zwarte fakkels (Les Soirs, Les Débâcles, Flambeaux noirs). Leuven, Uitgeverij P, 2017.  (ISBN 978-94-92339-32-4) ; Dorpen van zinsbedrog (Les Villages illusoires). Leuven, Uitgeverij P, 2016.  (ISBN 978-94-91455-99-5) ; Getijdenboek (Les Heures claires, Les Heures d'Après-midi, Les Heures du Soir). Leuven, Uitgeverij P, 2015.  (ISBN 978 94 91455 71 1) ; Hallucinerend platteland & Tentakelsteden (Les Campagnes hallucinées et Les Villes tentaculaires). Leuven, Uitgeverij P, 2013.  (ISBN 978-94-91455-23-0).